# Romeo + Juliet
Romeo + Juliet (bra: Romeu + Julieta; prt: Romeu e Julieta) é um filme norte-americano de 1996, um drama romântico dirigido por Baz Luhrmann, com roteiro do próprio diretor e de Craig Pearce baseado na obra homônima de Shakespeare, porém ambientada em um ambiente contemporâneo — a fictícia Verona Beach, onde as famílias rivais Montéquio e Capuleto são impérios empresariais, e as espadas viram revólveres fabricados pela empresa "Sword"[carece de fontes?] — com basicamente os mesmos diálogos e versos da peça original.[carece de fontes?]
A trilha sonora inclui Garbage, Gavin Friday, Butthole Surfers, The Cardigans, Radiohead, The Wannadies e Des'ree, entre outros.[carece de fontes?]

## Sinopse
Na fictícia Verona Beach, Montéquios e Capuletos são duas famílias com conglomerados empresariados que disputam o poder e se odeiam. Enquanto os pais de Julieta Capuleto (Claire Danes) tentam fazê-la casar com o filho do governador, Dave Paris (Paul Rudd). Romeu Montéquio (Leonardo DiCaprio) e seu primo Benvólio Montéquio (Dash Mihok) são levados por Mercúcio, melhor amigo de Romeu, para um baile dos Capuleto. Lá, Romeu e Julieta se apaixonam, mas o primo de Julieta, Teobaldo Capuleto (John Leguizamo), percebe o membro da família rival e Romeu é forçado a fugir. Os dois passam então a tentar consumar seu amor em meio à guerra das famílias.

## Elenco
|                                                       |  |  |
| Claire Danes, a Julieta e Leonardo DiCaprio, o Romeo. |  |  |

- Leonardo DiCaprio como Romeu Montéquio: Protagonista e personagem título.
- Claire Danes como Julieta Capuleto: Protagonista e personagem título.
- Zak Orth como Gregório Montéquio
- Jamie Kennedy como Sampson Montéquio
- Dash Mihok como Benvolio Montéquio
- John Leguizamo como Tebaldo Capuleto
- Vincent Laresca como Abra Capuleto
- Carlos Martín Manzo Otálora como Petruchio
- Paul Sorvino como Fulgencio Capuleto
- Brian Dennehy como Ted Montéquio
- Christina Pickles como Caroline Montéquio
- Vondie Curtis-Hal como capitão Prince
- Paul Rudd como Dave Paris
- Jesse Bradford como Balthazar
- Harriet Sansom Harris como Susan Santandiago
- Diane Venora como Gloria Capuleto
- Miriam Margolyes como enfermeira
- Pedro Altamirano como Peter Capuleto
- Harold Perrineau Jr. como Mercúcio
- Pete Postlethwaite como padre Laurence

## Banda sonora
1. "#1 Crush" - Garbage – 4:47
2. "Local God" - Everclear – 3:56
3. "Angel" - Gavin Friday – 4:19
4. "Pretty Piece of Flesh" - One Inch Punch – 4:53
5. "Kissing You (Love Theme from Romeo + Juliet)" - Des'ree – 4:58
6. "Whatever (I Had a Dream)" - Butthole Surfers – 4:09
7. "Lovefool" - The Cardigans – 3:19
8. "Young Hearts Run Free" - Kym Mazelle – 4:16
9. "Everybody's Free (To Feel Good)" - Quindon Tarver – 1:43
10. "To You I Bestow" - Mundy – 3:59
11. "Talk Show Host" - Radiohead – 4:17
12. "Little Star" - Stina Nordenstam – 3:40
13. "You and Me Song" - The Wannadies – 2:55

Faixas bônus da edição de 10º aniversário
1. "Introduction to Romeo" - Craig Armstrong – 2:07
2. "Kissing You (Love Theme from Romeo + Juliet) Instrumental" - Craig Armstrong – 3:33
3. "Young Hearts Run Free (Ballroom Version)" - Kym Mazelle, Harold Perrineau & Paul Sorvino – 3:27
4. "Everybody's Free (To Wear Sunscreen) '07 Mix" - Baz Luhrmann e Quindon Tarver – 7:10

## Prêmios e indicações
Oscar 1997 (EUA)
- Indicado
  - Melhor direção de arte[4]

BAFTA (Reino Unido)
- Recebeu o prêmio Anthony Asquith para melhor filme musical[carece de fontes?]
- Recebeu o prêmio David Lean de melhor direção[carece de fontes?]
- Venceu nas categorias melhor roteiro adaptado e melhor desenho de produção[carece de fontes?]
- Indicado nas categorias de melhor fotografia, melhor edição e melhor som[carece de fontes?]

Festival de Berlim 1997 (Alemanha)
- Baz Luhrmann recebeu o Prêmio Alfred Bauer de melhor diretor[carece de fontes?]
- Leonardo DiCaprio recebeu o Urso de Prata de melhor ator[carece de fontes?]
- Indicado ao Urso de Ouro como melhor filme[carece de fontes?]

Australian Film Institute 1997 (Austrália)
- Indicado na categoria de melhor filme estrangeiro[carece de fontes?]